# Марс (конструкторское бюро)
ФГУП МОКБ «Марс» — разработчик бортовых систем автоматического управления и навигации авиационными и космическими летательными аппаратами.
С декабря 2017 года МОКБ «Марс» находится в ведомственном подчинении государственной корпорации «Росатом»; до этого — в подчинении государственной корпорации «Роскосмос».

## История
Приказом Министерства авиационной промышленности (МАП) № 389 от 13 июня 1955 года, выпущенным в развитие распоряжения министров Совета Министров СССР № 4652 от 9 июня 1955 года, вновь образованное предприятие было тематически определено 
«… как специализированная научно-исследовательская организация по разработке и изготовлению астронавигационных систем управления»
 и получило наименование Филиал № 1 НИИ-1.
В дальнейшем название организации неоднократно менялось: отделение № 1 НИИ-923, филиал № 1 МИЭА и, наконец, с 1979 года — МОКБ «Марс».
Главным конструктором был назначен Рубен Григорьевич Чачикян. С его именем связано образование конструкторского бюро, его становление и формирование коллектива в первые годы.

## Руководство
МОКБ «Марс» в разные годы возглавляли:
- В 1955—1959 гг. — Рубен Григорьевич Чачикян
- В 1960—1974 гг. и 1979—1983 гг. — Валентин Леонидович Морачевский
- В 1974—1983 гг. — Николай Петрович Никитин (директор) и Евгений Павлович Попов (Главный конструктор)
- В 1983—2009 гг. — Анатолий Сергеевич Сыров
- С 2009 года Вячеслав Витальевич Мищихин (директор) и Анатолий Сергеевич Сыров (Генеральный конструктор)
- С 2019 по 2020 год Ивонин Александр Николаевич (директор) и Анатолий Сергеевич Сыров (Генеральный конструктор)
- С 2020 по 2021 года Ивонин Александр Николаевич (директор) и Кравчук Сергей Валентинович (Генеральный конструктор)
- С 2022 года Кравчук Сергей Валентинович (директор филиала) и Соколов Владимир Николаевич (Научный руководитель)[3]

## Разработки

### Советский период
1955—1960 годы — создание астронавигационной системы управления для межконтинентальной крылатой ракеты «Буря».
1961—1974 годы — разработка астросистем управления ориентацией космических аппаратов исследования Луны и окололунного пространства (мягкая посадка 31 января 1966 года, доставка грунта на Землю 13 сентября 1970 года, доставка «Лунохода», 10 ноября 1970 года). Разработка астросистем по теме «Целина». Разработка астросистем Л14 и Л41 для самолётов Ту-95М, Ту-142, Ту-160.
1974—1979 годы — разработка автопилотов ракет МКБ «Радуга», зенитных ракет КБ «Факел», КБ «Вымпел» и ДМЗ. Продолжение работ над астросистемами «лунников» и «Целины».
1979—1982 годы — завершение работ по К-001, X40, автопилотам самолётов АНТК им. Туполева.
Разработка системы автоматической посадки орбитального корабля «Буран» (мягкая посадка 15 ноября 1988 года).
Начало работ над интегрированной системой управления разгонного блока «Бриз-М».

### 90-е годы
1996 год — по н.в. Создание системы управления разгонным блоком «Бриз-М» для ракет-носителей «Протон-К», «Протон-М», «Ангара», с проведением более 80 успешных пусков.

### 2000-е годы
Реализованы системы управления для космических летательных аппаратов (в скобках указаны даты пуска)
- «Монитор-Э»[7] (2005 год),
- «Казсат» (2006 год),
- «Экспресс-МД1» (2009 год) и Экспресс-МД2 (2012 год)[8],
- «Электро-Л» (№ 1 — 21 января 2011 года)[9], (№ 2 — 12 декабря 2015 года)[10], (№ 3 — декабрь 2019 года), (№ 4 — 05 февраля 2023);
- «Казсат-2» (16 июля 2011 года)[11];
- «Спектр-Р» (18 июля 2011 года)[12];
- «Спектр РГ» (август 2019 год);
- «Арктика-М» (№ 1 — 28 февраля 2021, № 2 — 16 декабря 2023 года).

Разработка системы индикации положения В22М для КА 11Ф644 КБ «Южное» (2006 год)
Разработка бортовой аппаратуры для КА серии «Кондор»
Разработка бортовых систем управления для крылатых ракет МКБ «Радуга».

### Текущие разработки и перспектива
Изготовление бортовой системы управления РБ «Бриз-М».
Разработка систем управления перспективных космических аппаратов:
- производства НПО им. С. А. Лавочкина с применением УКП «Навигатор» :
  - БКУ КА серии «Электро-Л»
  - БКУ КА «Арктика-М»,
  - БКУ КА «Спектр-УФ»;
- производства НПО Машиностроения :
  - «Кондор»

Модернизации и изготовление систем управления разгонных блоков и бортовых систем управления для крылатых ракет МКБ «Радуга» в рамках гос. оборонзаказа.

## Обучение
В 2011 году на территории предприятия создана кафедра МАИ.
В 2013 году при предприятии открыта аспирантура по специальности 05.13.01 «Системный анализ, управление и обработка информации».

## Происшествия
В декабре 2024 года в Подмосковье был найден убитым заместитель генерального конструктора МОКБ «Марс», разработчик крылатых ракет Михаил Шатский. Согласно украинским СМИ (со ссылкой на источники в Главном управлении разведки минобороны Украины), Шатский был застрелен в результате спецоперации украинской разведки.